# منزل ريتفيلد شرويدر

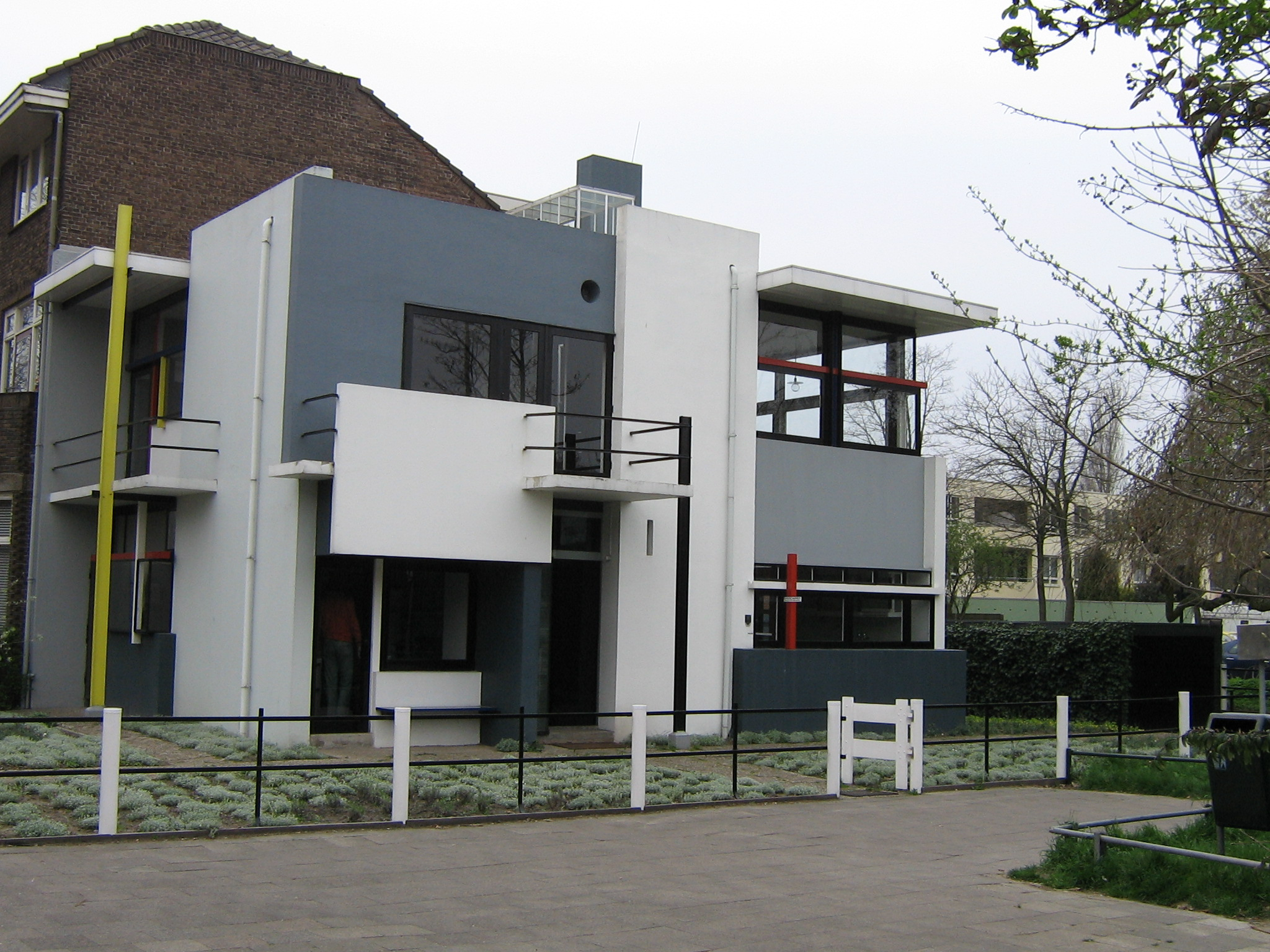
منزل ريتفيلد شرويدر

منزل ريتفيلد شرويدر (بالهولندية: Rietveld Schröderhuis) منزل يقع في أوترخت، هولندا، يُعتبر أحد رموز العمارة الحديثة. صممه المعماري الهولندي غيريت ريتفيلد، في 1924 التقى ريتفيلد ارملة المحامي Truus Schräder، التي طلبت منه تصميم منزل حديث على النمط الحديث لها و3 أطفال. وقد تم تصميم المنزل (الذي حمل الاسم الأخير لكل من المعماري ورب المنزل) وفق مبادئ حركة دي ستيل المعمارية، حيث يكاد يخلو المسقط الأفقي لمنزل Rietveld Schräder من أي جدار داخلي ثابت، كما أنه تم ربط الخارج بالداخل عبر نوافذ الزجاج الكبيرة، وتم استخدام نفس الالوان التي استخدمها الفنان موندريان (أحد مؤسسي الدي شتيل) في لوحاته الفنية. كما تم التشديد على العناصر الأفقية والعمودية بالمبنى. وقد أصبح منزل ريتفيلد شرويدر في أوتريخت الآن رمزا للعمارة الحديثة، ومنذ عام 2000 دخل قائمة مواقع التراث العالمي التابعة لليونسكو.

## معرض

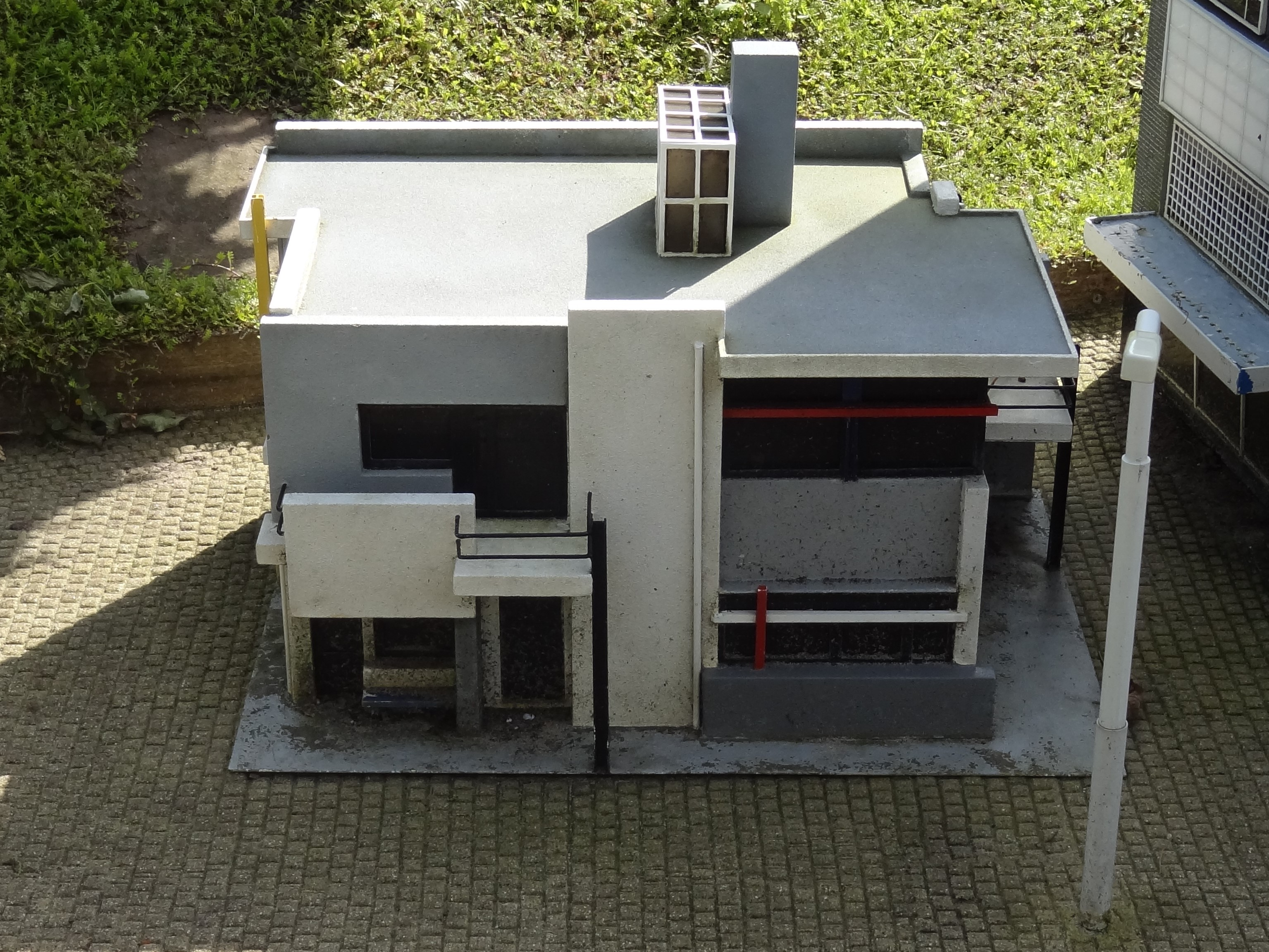
سطح المنزل
المنزل من الداخل
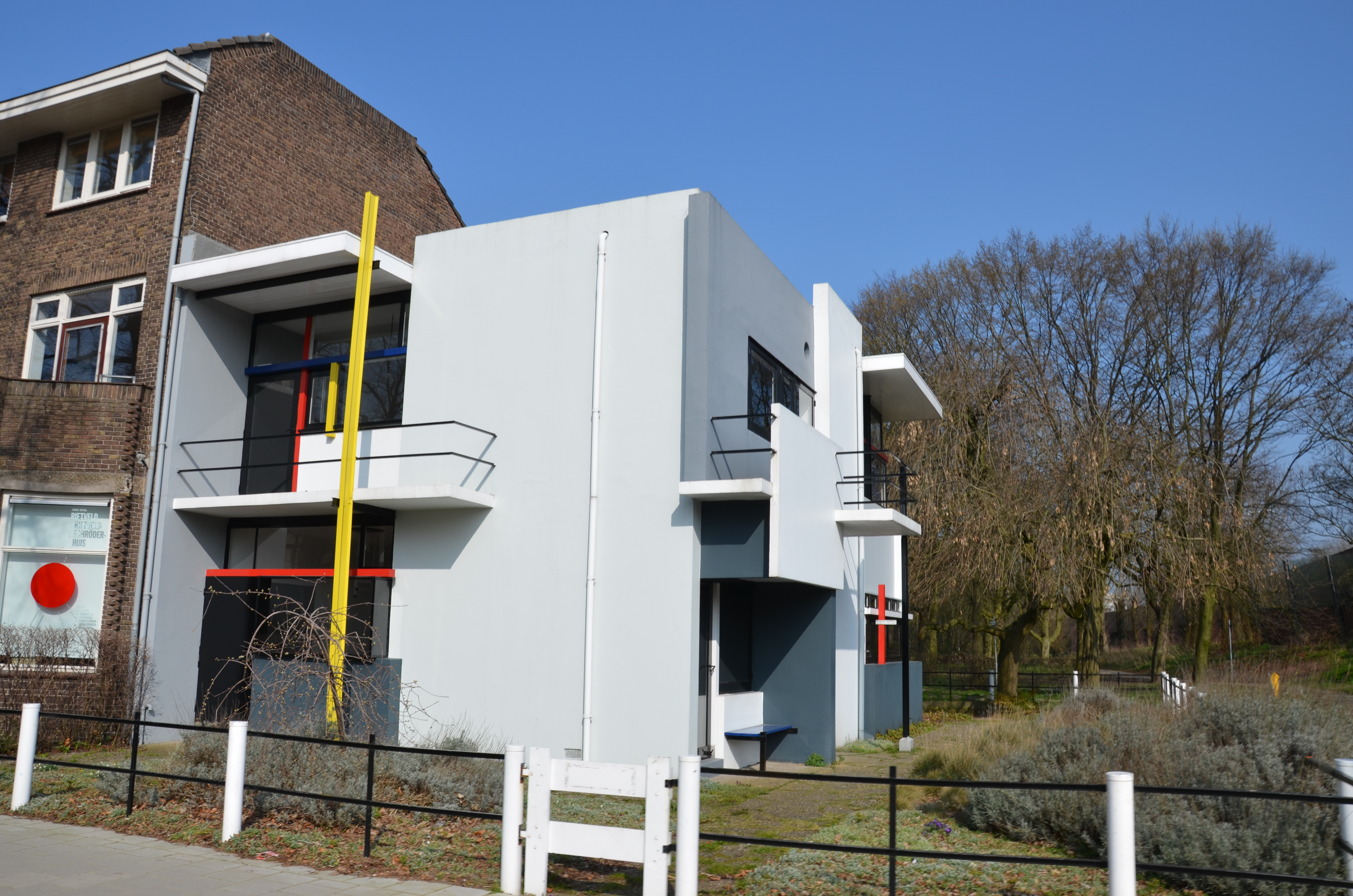
منظر جانبي

## وصلات خارجية
- منزل ريتفيلد شرويدر
- منزل ريتفيلد شرويدر في مركز اليونسكو للتراث العالمي
- منزل ريتفيلد شرويدر في المتحف المركزي في اوتريخت
- فيديو جولة في منزل ريتفيلد شرويدر
- جالينسكي